# Boronia alulata
Boronia alulata là một loài thực vật có hoa trong họ Cửu lý hương. Loài này được Sol. ex Benth. mô tả khoa học đầu tiên năm 1863.